# Istán
Istán è un comune spagnolo di 1 343 abitanti situato nella comunità autonoma dell'Andalusia.